# Grosmont (Yorkshire du Nord)
Grosmont est un village et une paroisse civile du Yorkshire du Nord, en Angleterre.